# آ أن هونزه
آ إِن هُنْزَة (بالهولندية: Aa en Hunze؛ معناه: آ وهُنزة؛ الواو للعطف والاسمان هما لنهرين يخترقان تراب البلدية) إحدى بلديات إقليم درنتة شمال شرقي هولندة.

## جغرافيا
تبلغ مساحة البلدية نحو 279 كيلومترا مربعا ولها حدود مع إقليم خروننة.

## أعلام
- هيسيل دي فريس